# Epifania
Epifania (do termo do latim tardio epiphanīa, por sua vez do grego ἐπιϕάνεια, de ἐπιϕανής, "visível", derivado de ἐπιϕαίνομαι, "aparecer") é um sentimento que expressa uma súbita sensação de entendimento ou compreensão da essência de algo. Também pode ser um termo usado para a realização de um sonho com difícil realização. O termo é usado nos sentidos filosófico e literal para indicar que alguém "encontrou finalmente a última peça do quebra-cabeças e agora consegue ver a imagem". O termo é aplicado quando um pensamento inspirado e iluminante acontece, que parece ser divino em natureza (este é o uso em língua inglesa, principalmente, como na expressão "I just had an epiphany", o que indica que ocorreu um pensamento, naquele instante, que foi considerado único e inspirador, de uma natureza quase sobrenatural).
Também pode significar aparição ou manifestação de algo, normalmente relacionado com o contexto espiritual e divino. Do ponto de vista filosófico, a epifania significa uma sensação profunda de realização, no sentido de compreender a essência das coisas, tendo significado similar ao termo insight.

## Epifania do Senhor
É uma celebração religiosa do cristianismo. De acordo com o costume, a festa ocorre dois domingos após o Natal, sendo considerados epifanias três eventos: a Epifania dos magos do oriente, que é celebrada no dia 6 de Janeiro; a Epifania de João Batista no rio Jordão; e a Epifania que tornou-se conhecida como o milagre de Caná.

## Na Literatura
Na literatura, a epifania pode ser considerada a forma de se mostrar um conceito. Também é entendido, para o autor, como a maneira de expor claramente suas ideias ao interlocutor, ou seja, tornar suas ideias inteligíveis.